# Microcreagris birmanica
Espèce
Microcreagris birmanica est une espèce de pseudoscorpions de la famille des Neobisiidae.

## Distribution
Cette espèce est endémique de Birmanie.

## Description
L'holotype mesure 3 mm

## Étymologie
Son nom d'espèce lui a été donné en référence au lieu de sa découverte, la Birmanie.

## Publication originale
- Ellingsen, 1911 : Pseudoscorpions collected by Leonardo Fea in Birma. Annali del Museo Civico di Storia Naturale di Genova, sér. 3, vol. 45, p. 141-144 (texte intégral).